# OCB (vloeipapier)

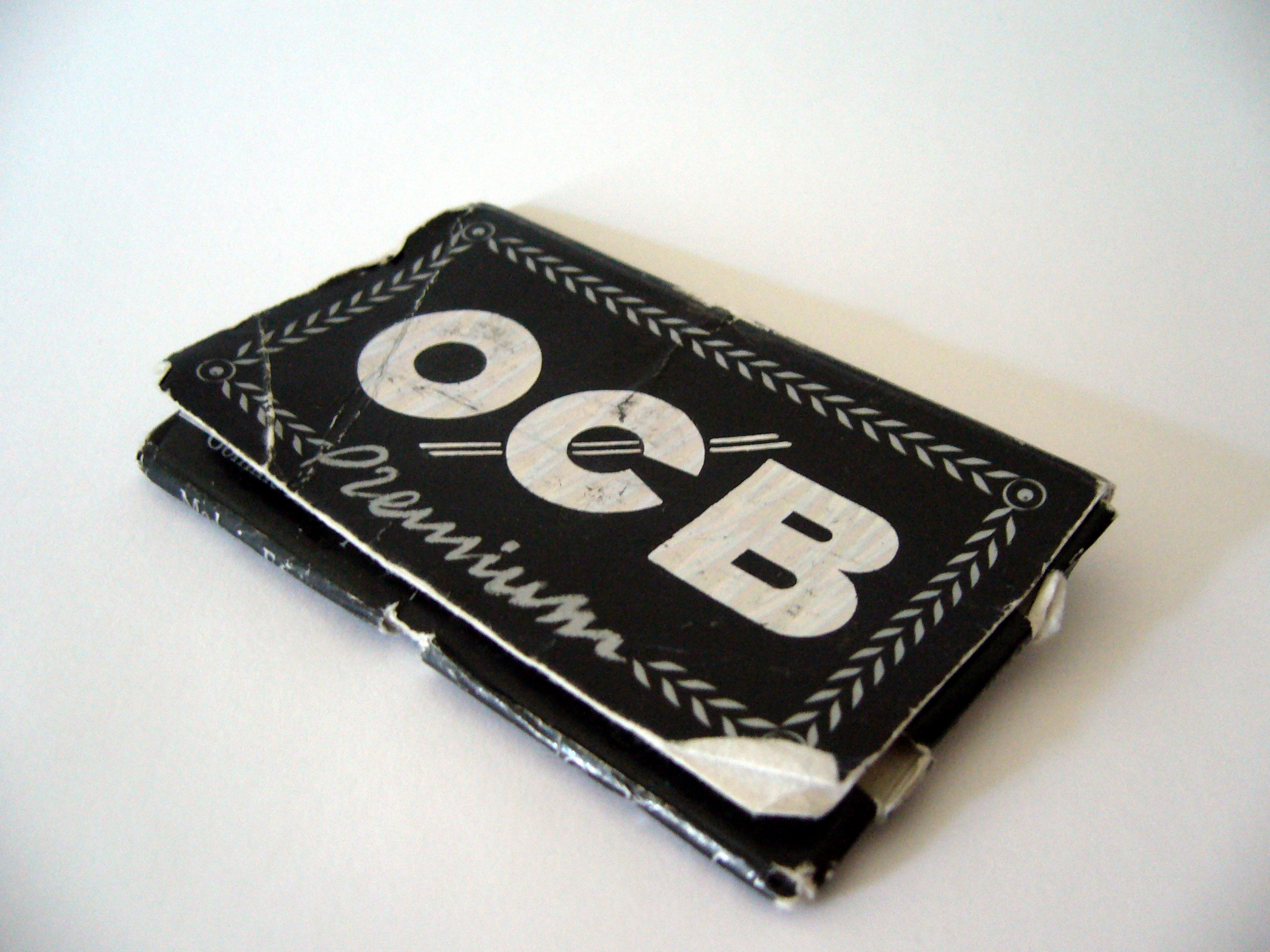
OCB Noir

OCB is een Frans merk vloeipapier dat in 1918 in de Bretonse stad Quimper gestart is. Tegenwoordig wordt het in de zuidelijke stad Perpignan geproduceerd.
OCB is een afkorting die staat voor Odet-Cascadec-Bolloré. Odet is een gehucht op de oevers van de gelijknamige rivier waar de eerste papierfabriek van Bolloré stond (voor 1918 werd daar ander papier geproduceerd), Cascadec is een deel van de plaats Scaër waar eveneens een grote fabriek staat (deze is inmiddels niet meer in handen van het bedrijf) en Bolloré is de naam van de oprichter, wiens kleinzoon, Vincent Bolloré, het bedrijf verkocht heeft aan het Amerikaanse bedrijf Republic Technologies.
OCB is een van de belangrijkste merken in Frankrijk en heeft daarnaast ook een groot marktaandeel in zuid en centraal Europa.
Lange tijd ging het gerucht dat OCB een van de belangrijkste financiers van de partij Front National zou zijn. Hoewel het bedrijf inmiddels aan heeft getoond niets met die partij te maken te hebben, houden de geruchten hardnekkig stand.